# Juéyuán (folklore)
Le juéyuán (玃猿), également désigné sous le nom de Jué (玃), Jué fù (玃父), Jiā (猳), Jiā guó (猳國, kakoku カ国), ou encore Mǎ huà (馬化, baka), est une créature légendaire du folklore chinois et japonais. Il est décrit comme une créature proche du singe, connue pour enlever des femmes humaines et les forcer à enfanter.

## Description
D’après le Bencao Gangmu, le juéyuán est plus grand qu’un singe ordinaire. Selon le Baopuzi (en) lorsqu’un míhóu (獼猴, macaque rhésus) atteint un âge vénérable de 800ans, il devient un yuán (猨, « grand singe » ; gibbon), et après avoir vécu encore 500 ans, il devient un jué, pouvant atteindre un millénaire d’existence.
Le Bencao Gangmu le désigne sous les noms de jué (玃) et jué fù (玃父). Il est décrit comme un vieux singe à la peau bleu sombre, marchant comme un humain et enlevant souvent des personnes ou des objets. Seuls des mâles existent, et ils kidnappent des femmes humaines pour se reproduire avec.
Selon le Soushen Ji et le Bo Wu Zhi , le juéyuán vit dans les montagnes du sud-ouest de Shu Han. Il ressemble à un singe, mesure environ 1,6 mètre et marche debout. Il se cache dans les bois et enlève des femmes pour en faire ses épouses et les forcer à avoir des enfants. Celles qui ne parviennent pas à enfanter sont retenues dix ans, jusqu’à ce qu’elles adoptent son apparence et sa mentalité, perdant tout désir de revenir parmi les humains. Les mères sont renvoyées chez elles avec leur enfant, mais celles qui refusent de les élever meurent peu après leur retour. Par peur de cette éventualité, elles finissent donc par s’occuper de leur progéniture. Les enfants nés d’une union entre un juéyuán et une femme humaine ressemblent aux humains et grandissent normalement. Leur père étant inconnu, ils prennent le nom de famille Yang (楊). Dans le sud-ouest de Shu, on dit que tous ceux portant ce nom descendent des juéyuán.
Ces créatures ont été comparées à un autre cryptide simiesque du folklore chinois appelé yeren (野人).

## Histoires associées
Dans le Yijian Zhi (en) de la dynastie des Song méridionaux, un récit raconte qu’un homme apparaissait chaque nuit près d’une rivière pour aider les voyageurs à traverser. Un homme nommé Huang Dunli, trouvant son comportement suspect, proposa à son tour de le porter pour le remercier. L’autre refusa, mais Huang Dunli l’attrapa et lui lança un rocher dessus. L’homme poussa alors un cri, se transforma en juéyuán et mourut sous l’impact. En le brûlant, une odeur nauséabonde se répandit sur plusieurs li.
Le Shenyijing (en) mentionne une créature similaire appelée chóu (綢), de la taille d’un âne mais ressemblant à un singe. Comme il n’existe que des femelles, elles enlèvent des hommes humains pour se reproduire, ce qui rappelle les comportements du Juéyuán,.

## Équivalents japonais
Au Japon de l’ère Edo, on croyait que des créatures similaires existaient sous le nom de kakuen (玃猿). Dans l’encyclopédie Wakan Sansai Zue, ils sont nommés yamako (玃). Un yōkai appelé kuronbō (黒ん坊), vivant dans les montagnes de Hida et Mino, aujourd’hui préfecture de Gifu, est parfois assimilé au juéyuán. Le kuronbō est un grand singe noir à longs poils, marchant debout et comprenant le langage humain. Il est réputé impossible à capturer car il peut lire dans les pensées.
Le Kyōwa Zakki (享和雑記), un essai de la fin de l’ère Edo, raconte l’histoire d’un kuronbō apparaissant sous forme humaine pour visiter une femme. Soupçonné, il fut blessé par une faucille et s’enfuit, laissant une trace de sang menant à la maison d’un bûcheron. Ce dernier avait jadis été aidé par un kuronbō, qui ne réapparut jamais après cet incident.
Dans le Konjaku Gazu Zoku Hyakki de Toriyama Sekien, une illustration montre un kakuen sous le nom de satori (覚), accompagné du texte : « Dans les montagnes profondes de Hida et Mino, il y a des yamako (玃). »